# Žygis Šeštokas
Žygimantas "Žygis" Šeštokas (Vilnius, 30 marzo 1986) è un ex cestista lituano.

## Palmarès
- BBL Challenge Cup: 1

Juventus Utena : 2010-11